# Robert Woodard
Robert Anthony Woodard II (Apple Valley, Minnesota; 22 de septiembre de 1999) es un baloncestista estadounidense que juega para el Maroussi BC de la A1 Ethniki. Con 1,98 metros de estatura, juega en la posición de alero.

## Trayectoria deportiva

### Universidad
Jugó dos temporadas con los Bulldogs de la Universidad Estatal de Misisipi, en las que promedió 8,3 puntos, 5,3 rebotes y 1 asistencia por partido. El 9 de abril de 2020 se declaró elegible para el Draft de la NBA, renunciando así a los dos años de universidad que le quedaban.

#### Estadísticas
| Año     | Equipo            | PJ | PT | MPP  | %TC  | %3P  | %TL  | RPP | APP | ROB | TPP | PPP  |
| ------- | ----------------- | -- | -- | ---- | ---- | ---- | ---- | --- | --- | --- | --- | ---- |
| 2018–19 | Mississippi State | 34 | 1  | 17.5 | .468 | .273 | .580 | 4.1 | .7  | .5  | .5  | 5.5  |
| 2019–20 | Mississippi State | 31 | 31 | 33.1 | .495 | .429 | .641 | 6.5 | 1.3 | 1.1 | 1.0 | 11.4 |
| Total   | Total             | 65 | 32 | 24.9 | .485 | .368 | .617 | 5.3 | 1.0 | .8  | .8  | 8.3  |

### Profesional
Fue elegido en la cuadragésima posición del Draft de la NBA de 2020 por los Memphis Grizzlies, pero posteriormente fue traspasado junto a una segunda ronda del draft de 2022 a los Sacramento Kings a cambio de Xavier Tillman. El 1 de diciembre firmó contrato con los Kings.
El 4 de marzo de 2022 firmó un contrato dual con los San Antonio Spurs.
El 4 de octubre de 2022 firmó con los Oklahoma City Thunder, pero tres días más tarde fue despedido después de aparecer en un partido de pretemporada.
El 2 de agosto de 2023, firma con el equipo francés ADA Blois de la Betclic Élite.
El 17 de diciembre de 2023, firma hasta final de temporada con el Maroussi griego.
El 28 de octibre de 2024 firmó con los Memphis Hustle.

## Estadísticas de su carrera en la NBA

### Temporada regular
| Año     | Equipo     | PJ | PT | MPP | %TC  | %3P  | %TL   | RPP | APP | ROB | TPP | PPP |
| ------- | ---------- | -- | -- | --- | ---- | ---- | ----- | --- | --- | --- | --- | --- |
| 2020-21 | Sacramento | 13 | 0  | 3.5 | .400 | .167 | .375  | 1.2 | .2  | .0  | .2  | 1.5 |
| 2021-22 | Sacramento | 12 | 0  | 3.5 | .125 | .250 | 1.000 | .9  | .3  | .1  | .1  | .6  |
| Total   | Total      | 25 | 0  | 3.5 | .278 | .200 | .500  | 1.1 | .2  | .0  | .2  | 1.1 |